# 若松 (船橋市)
若松（わかまつ）は千葉県船橋市の地名である。現行行政地名は若松一丁目から若松三丁目。郵便番号273-0013。

## 地理
1丁目はほぼ全域が船橋競馬場。沿岸部に位置する。隣の浜町とともに娯楽施設が集中していて、来訪者も多い。西で浜町、北で宮本、東で習志野市谷津、南で高瀬町と接する。南東の習志野市茜浜には僅かに接していない。

## 世帯数と人口
2017年（平成29年）11月1日現在の世帯数と人口は以下の通りである。
| 丁目       | 世帯数    | 人口    |
| ---------- | --------- | ------- |
| 若松一丁目 | 193世帯   | 357人   |
| 若松二丁目 | 1,938世帯 | 3,494人 |
| 計         | 2,131世帯 | 3,851人 |

## 小・中学校の学区
市立小・中学校に通う場合、学区は以下の通りとなる
| 丁目       | 番地 | 小学校             | 中学校             |
| ---------- | ---- | ------------------ | ------------------ |
| 若松一丁目 | 全域 | 船橋市立若松小学校 | 船橋市立若松中学校 |
| 若松二丁目 | 全域 | 船橋市立若松小学校 | 船橋市立若松中学校 |
| 若松三丁目 | 全域 | 船橋市立若松小学校 | 船橋市立若松中学校 |

## 交通
鉄道駅は、町内にJR東日本武蔵野線・京葉線南船橋駅があり、近くには京成電鉄本線船橋競馬場駅がある。また、京葉道路・東関東自動車道・国道357号が通っている。更に近くには国道14号（千葉街道）が走っているため道路のアクセスは良い。京葉道路の花輪インターチェンジが町内にある。幼稚園から中学校まで置かれているため、通学時などは子供の通りが多い。

## 施設
- 船橋競馬場（1丁目）
- 若松公園（3丁目）
- 船橋青少年会館（3丁目）
- 船橋市立若松中学校（3丁目）
- 船橋市立若松小学校（3丁目）
- 船橋市立若松保育園（2丁目）
- 若松幼稚園（2丁目）
- 若松児童ホーム（2丁目）
- 船橋若松郵便局（2丁目）

## 環境
周囲を幹線道路と娯楽施設に囲まれている関係上、道路渋滞が大きな問題となっている。特に、娯楽施設に客が押し寄せる休日ともなると、周辺の道路は軒並み大渋滞となる。また、船橋オートレース場の開催日は相当の騒音も発生する。そのため、前述の若松二丁目団地では、オートレース場に面している一面に高層長大住棟を設置し、団地を騒音被害から保護する防音壁代わりにしている。